# Hermann Brüggemann (Maler)
Hermann Gotthard Johannes Brüggemann (* 28. Juni 1822 in Stralsund; † 6. Oktober 1894 in Friedenau) war ein deutscher Landschaftsmaler der Romantik.

## Leben
Hermann Brüggemann wurde als Sohn des Landschaftsmalers und Zeichenlehrers Johann Wilhelm Brüggemann und dessen Ehefrau Catharina Wilhelmine, geb. Scheele, einer Nichte des berühmten Chemikers Carl Wilhelm Scheele geboren. 1845/46 studierte er an der Akademie in Kopenhagen. Er war verheiratet mit Auguste, geb. Wolf, die ihn überlebte.

## Ausstellungen

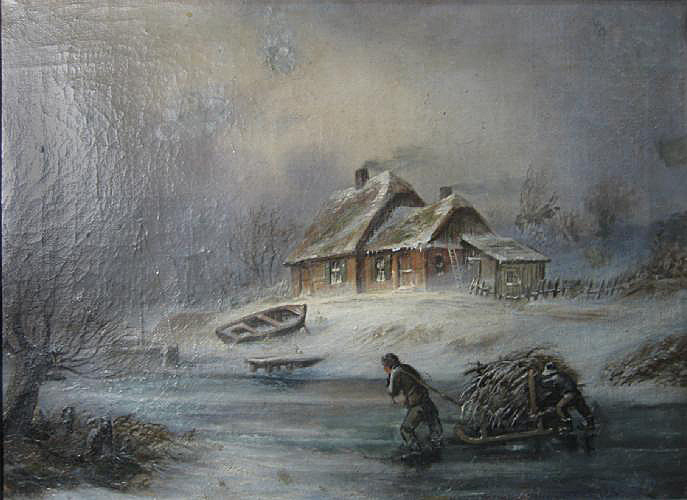
Schneegestöber an der Havel, 1862

Auf der 40. Ausstellung der Königlichen Akademie der Künste Berlin 1856:
- Rügische Fischer am Strande, nach einem schweren Gewitter ihre Angehörigen, die sie verunglückt glaubten, in der Ferne erblickend (Nr. 108)
- Hafenpartie im Winter (Nr. 109)

auf der 42. Ausstellung der Königlichen Akademie der Künste Berlin 1860:
- Portrait des verstorbenen Herrn H.J. Clausing, zwei Jahre nach dem Tode, mit Beihülfe einer Photographie gemalt (Nr. 138)
- Landschaft, Eichenpartie aus der Doberaner Holzung, mit Staffage (Nr. 139)
- Ein männlicher Studienkopf (Nr. 140)
- Katzen, Genrebild (Nr. 141)
- Hunde, ein Genrebild (Nr. 142)

auf der 47. Ausstellung der Königlichen Akademie der Künste Berlin 1870:
- Rettung von der gescheiterten Brigg (Nr. 112)
- Landschaft mit Wassermühle, 1877